# Lopezia grandiflora
Lopezia grandiflora är en dunörtsväxtart. Lopezia grandiflora ingår i släktet enmansblommor, och familjen dunörtsväxter.

## Underarter
Arten delas in i följande underarter:
- L. g. grandiflora
- L. g. macrophylla